# Флауме Анатолій Якович
Анатолій Якович Флауме (рос. Анатолий Яковлевич Флауме, в еміграції Анатоль Флауме, англ. Anatol Flaume; псевдонім А. Флоров; нар. 15 лютого 1912, Катеринодар, Кубанська область, Російська імперія — пом. 27 листопада 1989, Чеві-Чейз, Меріленд, США) — діяч російської еміграції, поет та педагог, член Народно-трудового союзу російських солідаристів, який співпрацював з нацистами. Автор маршу РОА «Ми йдемо широкими полями».

## Життєпис
Анатолій Флауме народився 15 лютого 1912 року в Катеринодарі в родині банківського службовця. Сім'я Флауме емігрувала в Латвію незабаром після закінчення Громадянської війни. У 1930 році в Ризі Флауме закінчив російську гімназію і у тому ж році вступив на філологічний факультет Латвійського Університету.
У шкільні роки був учасником культурно-просвітнього гуртка при ризької міській середній школі. Опублікував свої перші вірші в журналі «Шкільні роки», які видавалися учасниками цього гуртка.
Під час навчання в університеті був активним членом ризької російської студентської корпорації «Рутенія», для якого написав пісню-гімн. У 1939 році в Ризі він опублікував свої вірші в збірці «Пісенник Рутенії».
У роки Другої світової війни співпрацював з окупаційною владою. Під ім'ям Анатолія Фролова в червні 1943 написав «Марш Російської Визвольної Армії» «Ми йдемо широкими полями».
На замовлення Відділу пропаганди «Північ» він склав дві частини «Російського підручника» для початкових шкіл на окупованій території СРСР.
У 1944 був начальником відділу друку Російського комітету в Латвії. Флауме працював учителем. Був одружений з Тетяною Борисівною Трофімовою.
Під його авторством вийшов російський буквар, збірники віршів, в яких пропагував ідею, що відродження Росії неможливо без допомоги гітлерівських військ. У 1944 втік до Німеччини.
Після закінчення війни в місті Вангені організував російську школу для російських «переміщених осіб» у французькій зоні окупації. Потім він переїхав у американську зону окупації і в місті Обераммергау викладав російську мову воякам американської армії.
У 1951 році з сім'єю емігрував до США, де спочатку викладав російську мову у військовій школі в Монтерей (штат Каліфорнія). Далі вступив на філологічний факультет Пенсільванського Університету у Філадельфії, який закінчив в 1960 році та отримав вчений ступінь доктора. Потім викладав, професор, у Пенсильванському університеті, потім професор слов'янської філології в Джорджтаунському університеті у Вашингтоні.
Флауме помер після тривалої хвороби 27 листопада 1989 року в Чеві-Чейз, штат Меріленд.